# Manasses V van Rethel
Manasses V van Rethel (overleden in 1272) was van 1262 tot aan zijn dood graaf van Rethel. Hij behoorde tot het huis Rethel.

## Levensloop
Manasses V was de vijfde zoon van graaf Hugo II van Rethel uit diens huwelijk met Felicitas van Broyes, vrouwe van Beaufort en Ramerupt.
Aanvankelijk leek het erop dat Manasses nooit graaf zou worden, maar in 1262 kwam hij alsnog in het bezit van Rethel. Zijn drie oudste broers Hugo III, Jan en Wouter lieten immers geen mannelijke nakomelingen na, terwijl zijn vierde oudere broer Simon een kerkelijke loopbaan volgde.
In 1270 verkocht hij voor 7.000 livres tournois de kasselrij Beaufort aan gravin Blanca van Artesië, de echtgenote van koning Hendrik I van Navarra. Twee jaar later, in 1272, overleed Manasses V.

## Huwelijk en nakomelingen
Ten laatste in 1242 huwde Manasses met Elisabeth van Écry, met wie hij volgende kinderen kreeg:
- Felicitas, vrouwe van Beaufort
- Hugo IV (1244-1285), graaf van Rethel
- Guyot (1245-1285)
- Maria (overleden in 1315), vrouwe van Machaut, Tricot en Bethincourt, huwde in 1266 met heer Wouter I van Edingen